# Jekaterina Alexandrowna Radkewitsch
Jekaterina Alexandrowna Radkewitsch (russisch Екатерина Александровна Радкевич; * 29. Novemberjul. / 12. Dezember 1908greg. in Kiew; † 10. Januar 1994 in Moskau) war eine  sowjetische bzw. russische Geologin.

## Leben
Das Studium am Zentralasiatischen Explorationsinstitut in Taschkent schloss Radkewitsch 1931 ab und arbeitete dann in geologischen Arbeitsgruppen in Zentralasien. Dabei studierte sie insbesondere die Geologie der Erzlagerstätten.
Von 1932 bis 1937 war Radkewitsch in Leningrad Aspirantin im M.-W.-Lomonossow-Institut für Mineralogle und Geochemie. Sie verteidigte 1937 ihre Kandidat-Dissertation mit Erfolg für die Promotion zur Kandidatin der geologisch-mineralogischen Wissenschaften.
Darauf arbeitete Radkewitsch bis 1959 in Moskau im Institut für Geologische Wissenschaften der Akademie der Wissenschaften der UdSSR (AN-SSSR), das das Institut für Geologie der Erzlagerstätten, Petrographie, Mineralogie und Geochemie (IGEM) der AN-SSSR wurde. Mit Sergei Smirnow untersuchte sie in Transbaikalien Zinnerzlagerstätten. Die Ergebnisse dieser Expedition bildeten die wissenschaftliche Grundlage für die Suche nach Zinnlagerstätten. Über Kassiterit-Sulfid-Lagerstätten verfasste sie ihre Doktor-Dissertation, die sie 1949 erfolgreich für die Promotion zur Doktorin der geologisch-mineralogischen Wissenschaften verteidigte. Mitglied der KPdSU war sie 1940 geworden. Mit dem autodidaktischen Geologen Fjodor Silin (1866–1961) arbeitete sie in den 1950er Jahren einige Jahre lang in Explorationsexpeditionen in der Region Primorje.
Als 1959 in Wladiwostok das Fernost-Geologie-Institut der Fernost-Filiale der Sibirischen Abteilung der AN-SSSR gegründet wurde, war Radkewitsch die erste Direktorin und organisierte den Aufbau des schnell wachsenden Instituts. Sie wurde 1963 zur Professorin ernannt. Ihre Forschungsschwerpunkte waren die Erzlagerstätten und die Metall-Genese. Sie beschrieb die allgemeinen Gesetzmäßigkeiten der Verteilung der Erzlagerstätten innerhalb des Pazifik-Erzgürtels und die Abhängigkeit der Erzbeschaffenheit von der Struktur der Erdkruste. Sie wurde 1970 zum Korrespondierenden Mitglied der AN-SSSR gewählt.
Eine metallgenetische Karte des Pazifik-Erz-Gürtels erstellte Radkewitsch 1979. Später entstanden ähnliche Karten in den USA und Japan. Sie hielt viele Vorträge auf Konferenzen und geologischen Kongressen in vielen Ländern weltweit. Sie leitete viele Jahre lang das Pazifik-Komitee für Geologie und Metall-Genese, arbeitete in internationalen Koordinierungskomitees mit und war Präsidiumsmitglied der Fernost-Abteilung der AN-SSSR.
Ab 1993 war Radkewitsch nun als Führende Wissenschaftliche Mitarbeiterin wieder im IGEM.
Radkewitsch starb am 10. Januar 1994 ih Moskau und wurde auf dem Friedhof Trojekurowo begraben.

## Ehrungen, Preise
- Medaille „Für heldenmütige Arbeit im Großen Vaterländischen Krieg 1941–1945“ (1946, 1980)[3]
- Medaille „Für heldenmütige Arbeit“ (1947)[3]
- S.-S.-Simonow-Preis der AN-SSSR (1954)[3]
- Verdiente Wissenschaftlerin der RSFSR
- Leninorden (1963, 1969)[3]
- Heldin der sozialistischen Arbeit, Goldmedaille Hammer und Sichel (1969)[3][5]
- Jubiläumsmedaille „Zum Gedenken an den 100. Geburtstag von Wladimir Iljitsch Lenin“ (1970)[3]
- Orden des Roten Banners der Arbeit (1975)[3]
- Medaille für den Bau der Baikal-Amur-Magistrale (1984)[3]
- Wladimir Obrutschew-Preis der AN-SSSR (1987)[1][3]